# Protestantyzm w Nowej Zelandii

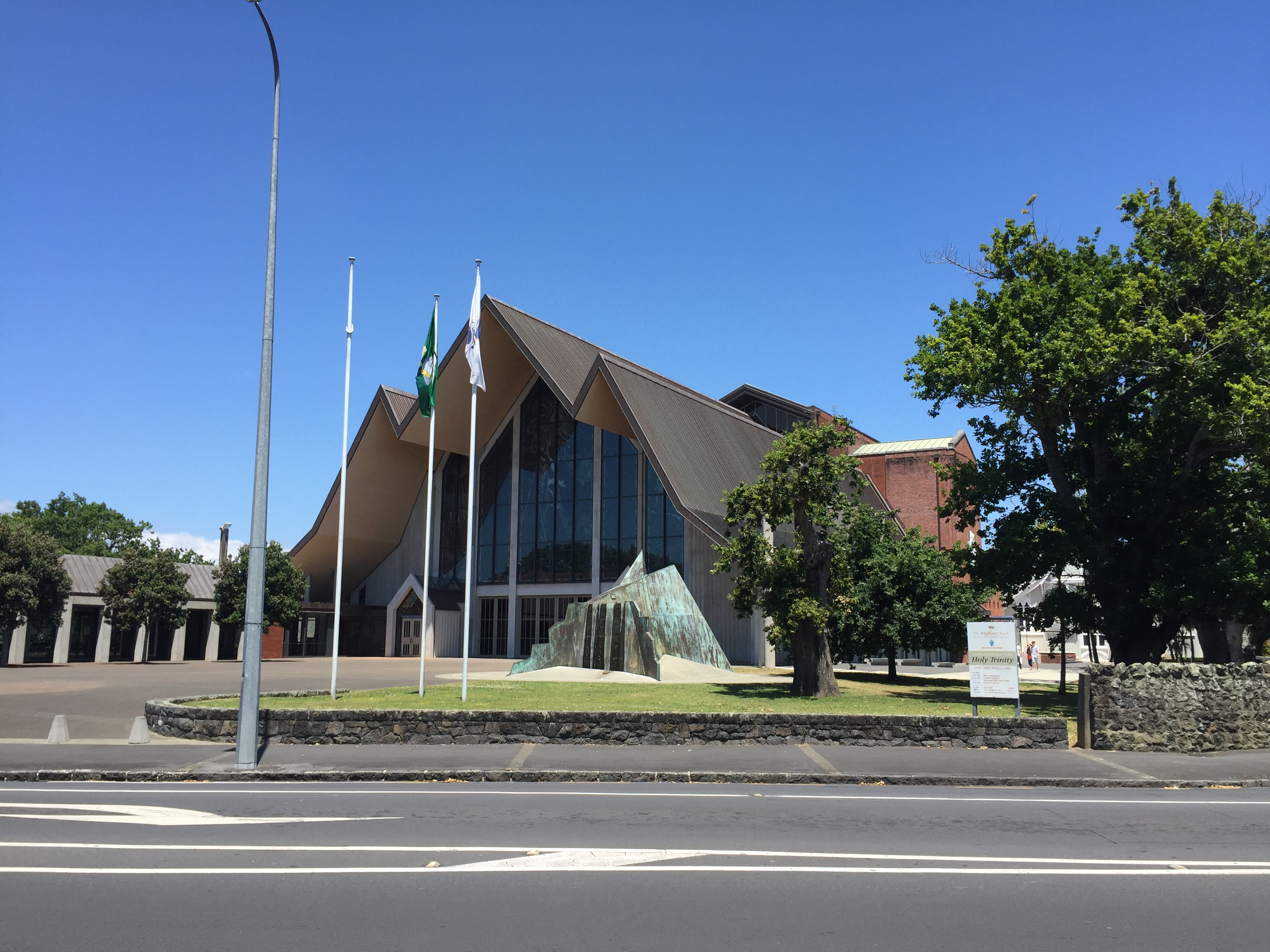
Anglikańska Katedra Św. Trójcy w Auckland

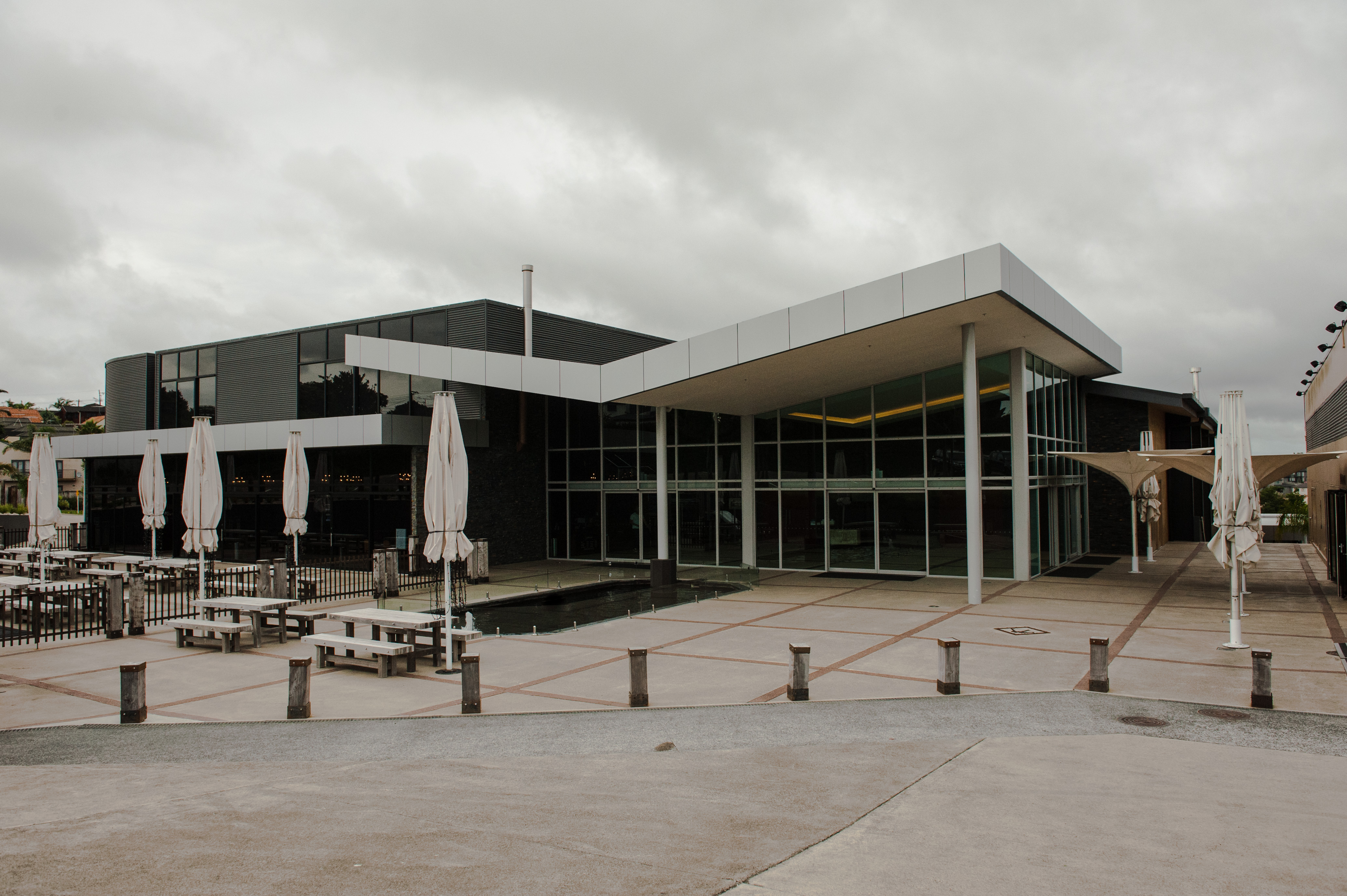
Kościół zielonoświątkowy City Impact Church w Auckland

Protestantyzm w Nowej Zelandii wyznaje 1,8 miliona osób co stanowi 40,5% społeczeństwa. W 2010 roku do największych wyznań protestanckich należeli: anglikanie (12,2%), kalwini (ok. 10%), uświęceniowcy i metodyści (3%<), baptyści (ok. 2%) i zielonoświątkowcy (1,9%).
Największe kościoły w kraju, w 2010 roku, według Operation World:
| Kościół                           | Liczba członków | Liczba wiernych | Procent ludności |
| Kościół Anglikański               | 73 529          | 525 000         | 12,2%            |
| Kościół Prezbiteriański           | 42 406          | 353 241         | 8,2%             |
| Kościół Metodystyczny             | 18 507          | 123 441         | 2,87%            |
| Unia Baptystyczna                 | 21 590          | 61 746          | 1,43%            |
| Kościół Kongregacjonalny          | 11 200          | 28 000          | 0,65%            |
| Zbory Boże                        | 16 163          | 27 800          | 0,65%            |
| Bracia plymuccy                   | 10 496          | 16 164          | 0,38%            |
| Kościół Adwentystów Dnia Siódmego | 11 630          | 15 468          | 0,36%            |
| Kościół Nowego Życia              | 6966            | 11 633          | 0,27%            |
| Kościół Zielonoświątkowy Elim     | 7343            | 10 500          | 0,24%            |
| Armia Zbawienia                   | 3312            | 10 368          | 0,24%            |
| Kościół Apostolski                | 5500 (2000)     | 10 000 (2000)   | 0,26% (2000)     |